# Cervus elaphus maral
Il cervo rosso del Caspio (Cervus elaphus maral), noto anche come maral (nome di origine persiana), è la sottospecie più orientale di cervo rosso, originaria delle aree attorno al mar Nero e al mar Caspio, come la Crimea, l'Asia Minore, la regione dei monti del Caucaso, ai confini tra Europa ed Asia, e la regione lungo le rive del Caspio, in Iran. Questo animale viene chiamato spesso anche cervo nobile.
Esiste anche un altro animale conosciuto come maral degli Altai (o wapiti degli Altai), ma si tratta di una razza (o ecotipo) di wapiti (Cervus canadensis) che vive sui monti Altai e sui monti Tianshan, in Asia centrale.

## Descrizione
Questo grosso cervo dalla costituzione robusta presenta, in inverno, un manto di colore grigio-ardesia scuro, con una macchia sul dorso giallo brillante. In estate, comunque, è di colore rossastro. Le cosce, le spalle e le regioni inferiori sono nere o bruno scure. Esso mostra caratteristiche sia del cervo rosso vero e proprio che del wapiti. I cervi maschi bramiscono in maniera simile agli altri cervi rossi europei ed hanno palchi con corone simili a quelle del cervo nobile europeo, quindi non scalari come il wapiti delle Montagne Rocciose (Cervus canadensis canadensis), con il quale rivaleggiano nelle dimensioni. Ricordano il wapiti per avere un grande bez (o invernino, la seconda punta delle corna) ed una grossa macchia sul dorso.

## Areale
Questo cervo vive nelle regioni tra il mar Nero e il mar Caspio, come l'Asia Minore, la Crimea, la regione del Caucaso e l'Iran nordoccidentale.